# Compsomelissa benoisti
Compsomelissa benoisti är en biart som först beskrevs av Michener 1977.  Compsomelissa benoisti ingår i släktet Compsomelissa och familjen långtungebin. Inga underarter finns listade i Catalogue of Life.